# Circuit du Dauphiné 1931
Circuit du Dauphiné 1931 je bila devetnajsta neprvenstvena dirka v sezoni Velikih nagrad 1931. Odvijala se je 2. avgusta 1931 v francoskem mestu Grenoble. Na isti dan sta potekali tudi dirki Coppa Ciano v Italiji in Avusrennen v Nemčiji.

## Rezultati

### Dirka
| Poz | Št | Dirkač               | Moštvo    | Dirkalnik        | Krogi | Čas/Odstop |
| --- | -- | -------------------- | --------- | ---------------- | ----- | ---------- |
| 1   | 10 | Philippe Étancelin   | Privatnik | Alfa Romeo Monza | 45    | 2:02:28    |
| 2   | 4  | Marcel Lehoux        | Privatnik | Bugatti T51      | 45    | +9 s       |
| 3   | 14 | Goffredo Zehender    | Privatnik | Delage 15S8      | 42    | +3 krogi   |
| 4   | 22 | René Ferrant         | Privatnik | Maserati 26M     | 42    | +3 krogi   |
| Ods | 18 | Jean de Maleplane    | Privatnik | Maserati 26M     |       |            |
| Ods | 16 | Jean Lobre           | Privatnik | Bugatti          |       |            |
| Ods | 8  | Stanislas Czaykowski | Privatnik | Bugatti T51      |       |            |
| Ods | 6  | Michel Doré          | Privatnik | Bugatti T35C     |       |            |